# Carrinho de supermercado

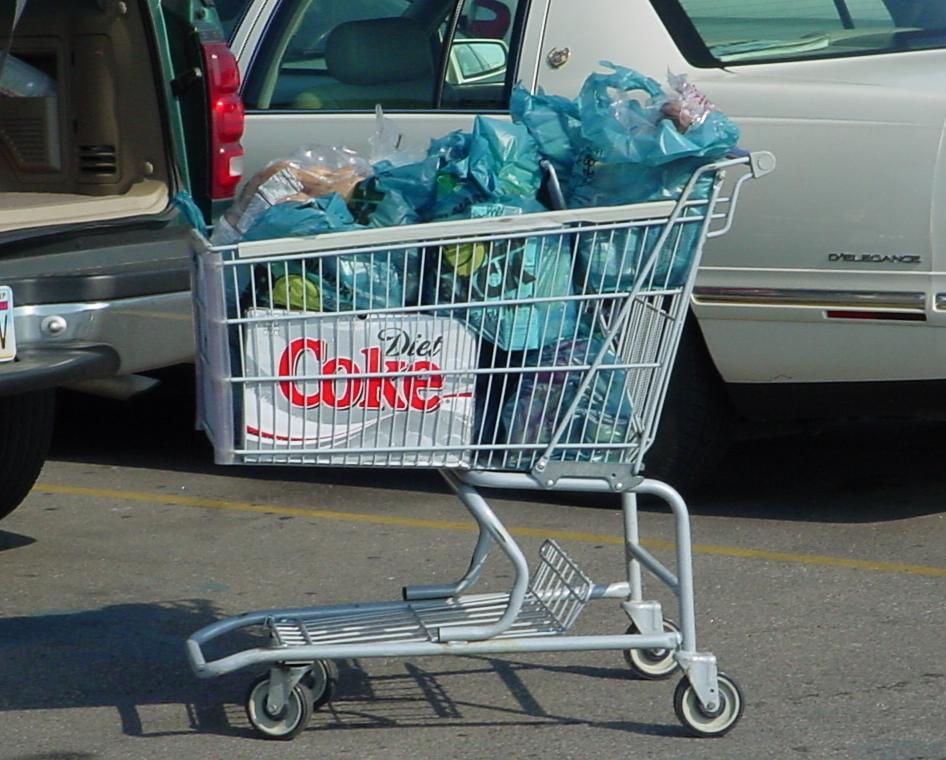
Um carrinho típico.

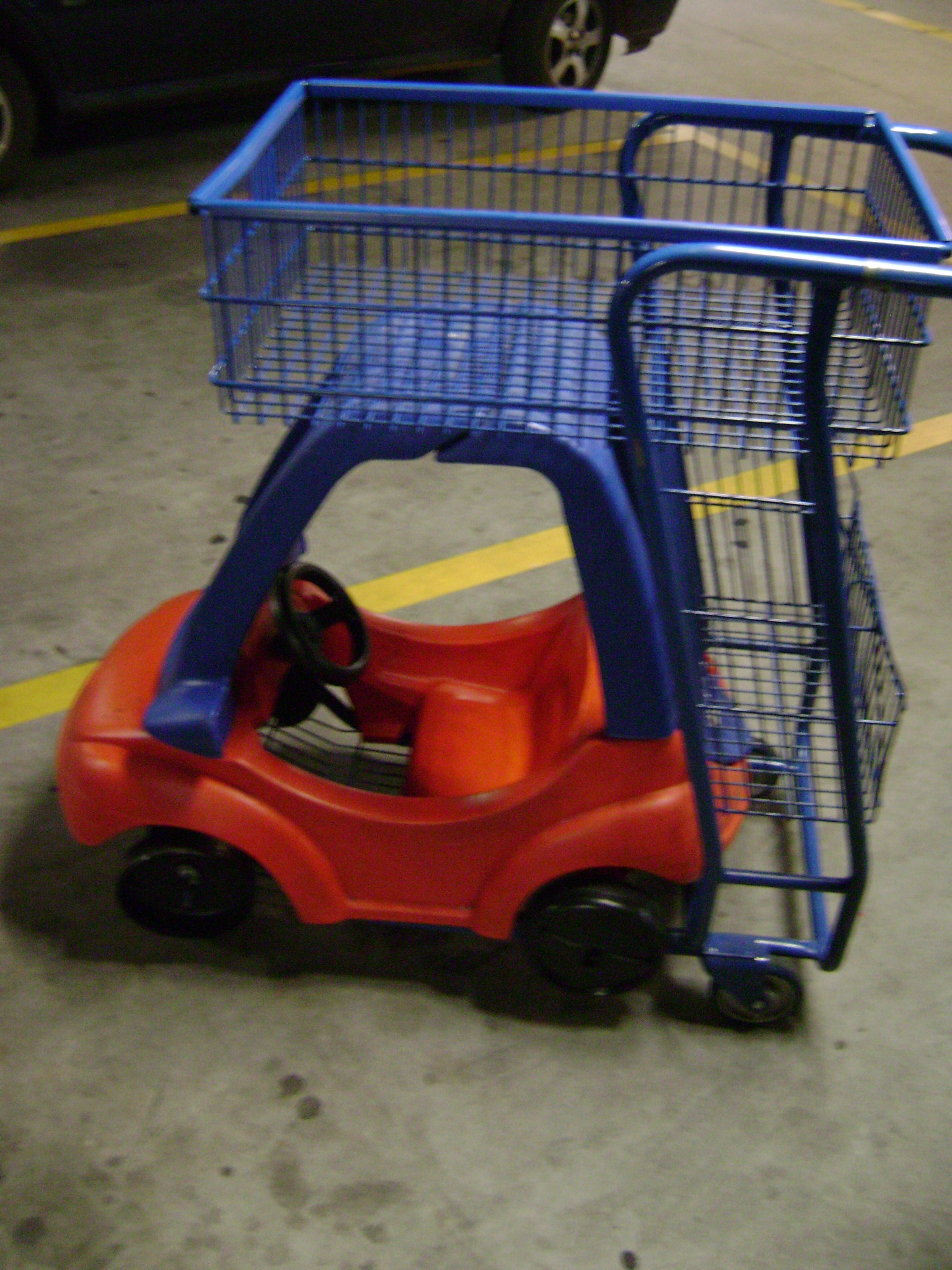
Carrinho adaptado para levar menores.

Um carrinho de supermercado, carrinho de compras ou trole é um carro disponibilizado por uma loja, especialmente os supermercados, a ser utilizado por clientes dentro da loja para o transporte da mercadoria para o caixa, podendo geralmente também ser levado até o estacionamento. Freqüentemente, são permitidos aos clientes deixar os carrinhos no estacionamento, os quais posteriormente são recolhidos por funcionários e recolocados na loja.

## História
O primeiro carrinho foi introduzido em junho de 1937, nos EUA, uma invenção de Sylvan Goldman, proprietário da rede de supermercados Humpty-Dumpty na cidade de Oklahoma. Com o auxílio do mecânico Fred Young, Goldman construiu o primeiro carrinho de compras, baseando seu projeto no desenho de uma cadeira dobrável de madeira. Construíram-na com uma grade de metal e adicionaram as rodas e as cestas de fio, e anunciaram a invenção como parte de um novo "plano de não mais carregar cestas". A invenção não foi imediatamente bem aceita. Os homens acharam-na afeminada e as mulheres acharam-na parecida com um carro de bebê. "Eu empurrei meu último carro de bebê", afirmavam mulheres ofendidas. Após ter empregado diversos modelos masculinos e femininos para empurrar sua nova invenção dentro de sua loja para demonstrar sua utilidade, bem como demonstradores para explicar seu uso, os carrinhos  tornaram-se extremamente populares e Goldman transformou-se em um multimilionário. Goldman continuou a fazer modificações em seu projeto original, e o tamanho da cesta foi aumentado, já que as lojas notaram que seus clientes compravam mais quando o tamanho aumentou. Hoje, a maioria das lojas de grande-porte e supermercados têm carros para a conveniência dos clientes.